# Cova Joana
Cova Joana ist ein Dorf in der Mitte der Insel Brava, Kap Verde. Der kreolische Name des Ortes lautet Kuva Juana.

## Lage

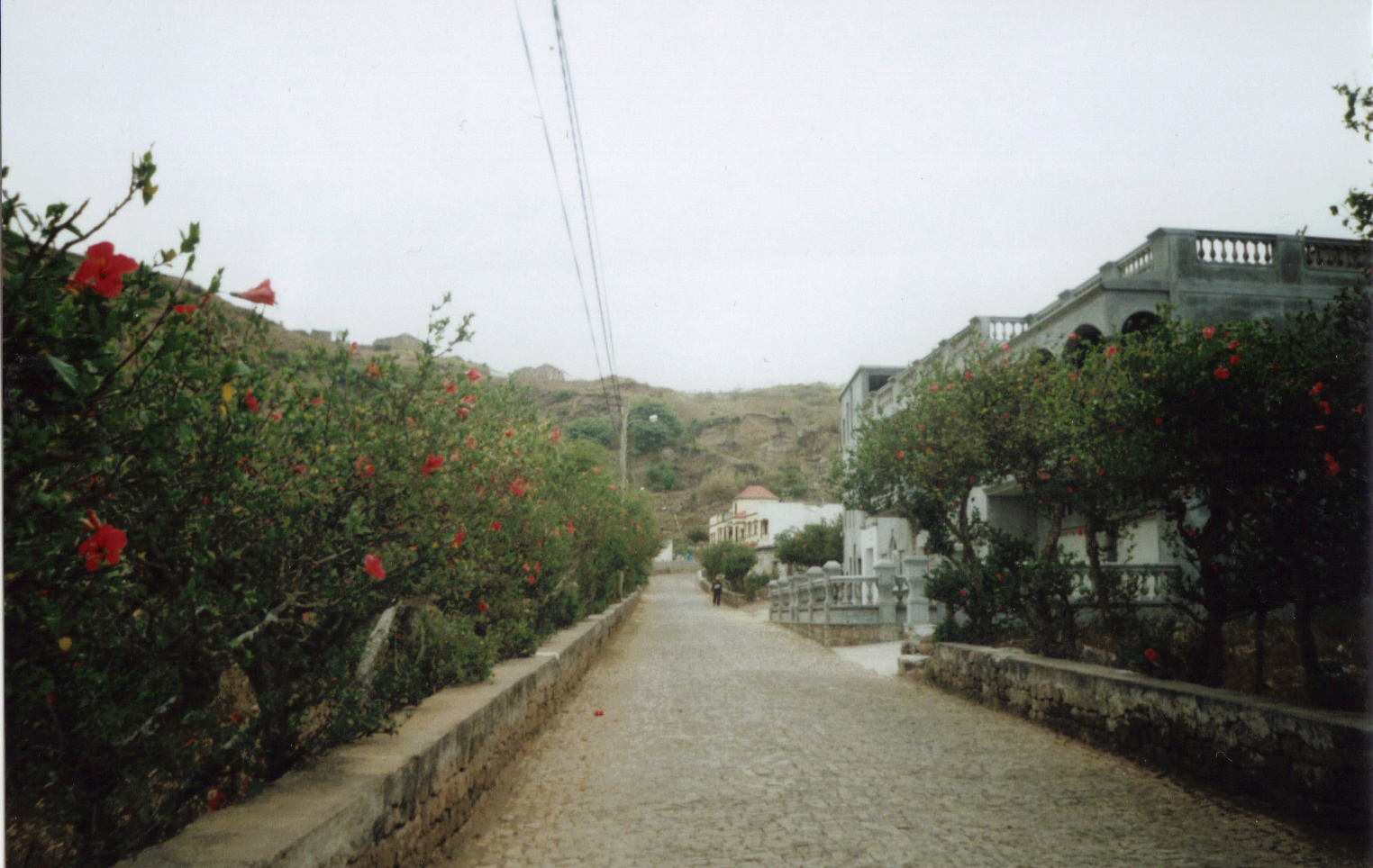
Hauptstraße in Cova Joana.

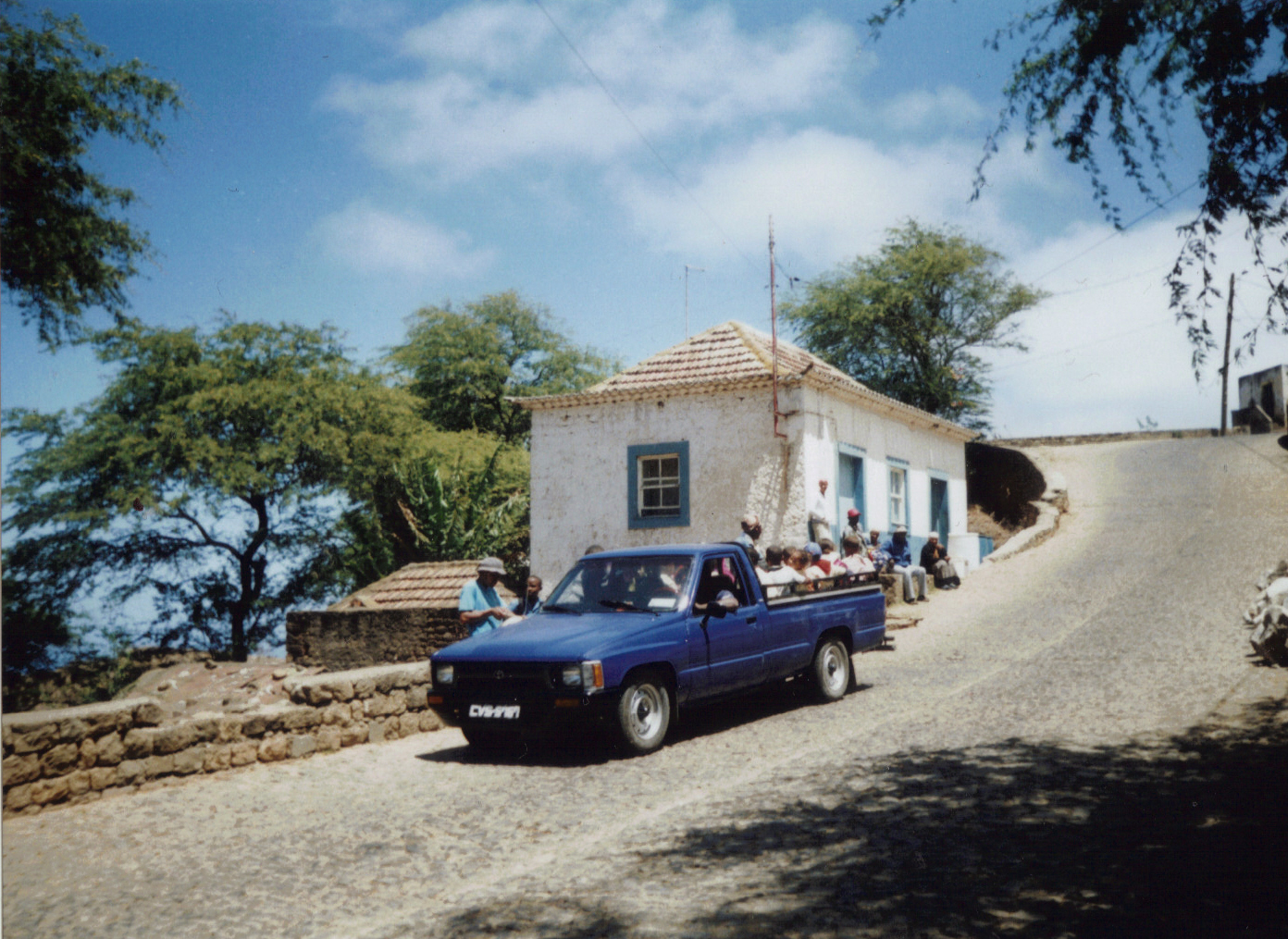
„Aluguer“-Bus auf der Insel Brava.

Cova Joana liegt im Gebirge fast genau in der Mitte der Insel in einer Senke. Daher rührt auch der Name des Dorfes – auf den Kapverden versteht man unter „cova“ einen Krater oder eine Kuhle. Mit der etwa sechs Kilometer entfernten Inselhauptstadt Vila Nova Sintra sowie mit dem etwa ein Kilometer südlich gelegenen Wallfahrtsort Nossa Senhora do Monte ist Cova Joana durch eine gute und bei jedem Wetter befahrbare Straße verbunden. Zu dem kleinen Hafenort Fajã de Água an der Westküste Bravas gelangt man bergab über einen Wanderweg. Auch der höchste Berg der Insel Brava, der 976 m hohe Alto de Fontainhas, ist über einen Wanderweg zu erreichen.

## Besonderheiten und Infrastruktur
Die Insel Brava gilt als die grünste Insel der Kapverden: Da sie häufig unter einer Wolkendecke liegt, ist die Verdunstung geringer als auf den anderen Inseln. Noch etwas länger hält sich die Feuchtigkeit in der Senke von Cova Joana, wo Ackerbau (vor allem Mais, Bananen, Bohnen) die Haupterwerbsquelle der Bevölkerung ist. Nicht wenige Häuser in Cova Joana haben einen Garten, wo für den Eigenbedarf erfolgreich Gemüse angepflanzt wird. Bemerkenswert ist auch die von Hibiskus gesäumte Hauptstraße des Dorfes, in dem mehrere Neubauten im Stil kolonialer, alter Herrensitze (sog. Sobrados) errichtet sind.
In Cova Joana lebte einer der bedeutendsten Musiker der Kapverden, der Violinist Raúl de Pina, der über 30 Kinder hatte und sogar eine Stradivari besaß. Sein Haus ist am Ortseingang auf der rechten Seite zu sehen und kann auf Anfrage besichtigt werden. Raúl de Pina war ein Freund des kapverdischen Nationaldichters Eugénio Tavares (1867–1930), der ebenfalls auf Brava lebte.
In der Hauptstraße des Dorfes befinden sich ein kleines Geschäft zur Deckung des täglichen Bedarfs, eine einfache Gaststätte und eine Pension. Cova Joana verfügt ebenfalls über eine Schule, jedoch nicht über eine Kirche.

## Verkehrsverbindungen
Cova Joana ist von der Inselhauptstadt Vila Nova de Sintra sowie von Nossa Senhora do Monte aus mehrmals täglich mit den „Aluguer“ genannten und für die Kapverden typischen Bussen zu erreichen. Sie verkehren allerdings nicht nach einem festen Fahrplan, sondern fahren dann ab, wenn sich genügend Fahrgäste eingefunden haben. Unterwegs halten sie bei Bedarf an, wenn jemand ein- oder aussteigen möchte.